# Paraliparis meridionalis
Paraliparis meridionalis is een straalvinnige vissensoort uit de familie van snotolven (Cyclopteridae). De wetenschappelijke naam van de soort is voor het eerst geldig gepubliceerd in 1985 door Kido.